# Арман Амар
Арман Амар (енгл. Armand Amar; рођен 1953) је француски композитор, режисер и добитник награде Сезар.

## Биографија
Рођен је 1953. године у Јерусалиму, одрастао је у Мароку. Године 1968. је почео да свира конге, а касније и друге инструменте. Јужноафричког кореографа Питера Госа је упознао 1976. који га је мотивисао за плес. У наредним годинама је правио кореографије за савремене плесове. Његови радови су фокусирани на источњачку музику. Аутор је неколико балета и филмова, неки од њих су The Trail, Days of Glory, Live and Become, The First Cry, Earth from Above, Bab'Aziz и Home. За филм Amen је сарађивао са Костом Гаврасом, а касније је учествовао у снимању свих његових филмова. Основао је Long Distance 1994. године са Аленом Вебером и Питером Гејбријелом. Данас живи и ради у Паризу.

## Композиције

### Филмови
- 2002: Amen
- 2004: Earth from Above
- 2004: Tabous (Zohre & Manouchehr)
- 2005: Live and Become
- 2005: The Axe
- 2006: La Piste
- 2006: Bab'Aziz
- 2006: Days of Glory
- 2006: Blame It on Fidel
- 2007: Summer of '62
- 2007: The Colonel
- 2007: The First Cry
- 2007: Comme ton père
- 2008: La Jeune Fille et les Loups
- 2008: Sagan
- 2009: Welcome
- 2009: Eden Is West
- 2009: Moi, Van Gogh
- 2009: Home
- 2009: Le Concert
- 2009: London River
- 2010: Comme les cinq doigts de la main
- 2010: Ao: The Last Hunter
- 2010: Outside the Law
- 2011: You Will Be My Son
- 2011: Free Men
- 2011: The Source
- 2012: Ce que le jour doit à la nuit
- 2012: Capital
- 2012: Mon bel oranger
- 2012: Planet Ocean[5]
- 2012: Amazonia Eterna[6]
- 2013: For a Woman
- 2013: Belle and Sebastian
- 2013: A Thousand Times Good Night
- 2014: Red Line
- 2014: The Nightingale
- 2014: 24 Days
- 2014: Cartoonists - Foot Soldiers of Democracy
- 2015: L'Odeur de la mandarine
- 2015: Belle & Sebastian: The Adventure Continues
- 2015: Human[7]
- 2015: Lake Como[8]
- 2016: The History of Love
- 2017: L'école buissonnière
- 2018: Mia and the White Lion
- 2018: Belle and Sebastien: Friends for Life

### Серије
- 1997: Miracle in the Eldorado
- 2006: Earth from Above
- 2007: Marie Humbert, the secret of a parent
- 2009: Great Reporters
- 2009: London River
- 2010: Marion Mazzano
- 2011: Voir le pays du matin calme
- 2013: Crime d'état
- 2014: Ce soir je vais tuer l'assassin de mon fils
- 2014: Jusqu'au dernier
- 2015: No Second Chance

## Награде

### Освојио
- 2009: Награда Међународног удружења филмских музичких критичара за најбољу оригиналну музику за дугометражни документарни филм Home[9]
- 2010: Награда Гопо за најбољу музику Le Concert[10]
- 2010: Награда Сезар за најбољу оригиналну музику Le Concert[11]
- 2014: Награда Аманда за најбољу музику A Thousand Times Good Night[12]

### Номинован
- 2003: Награда Сезар за најбољу оригиналну музику Amen[13]
- 2006: Награда Сезар за најбољу оригиналну музику Live and Become[14]
- 2007: Награда Сезар за најбољу оригиналну музику Days of Glory[15]
- 2007: Награда Међународног удружења филмских музичких критичара за најбољу оригиналну музику за дугометражни документарни филм The First Cry[16]
- 2015: Награда Међународног удружења филмских музичких критичара за најбољу оригиналну музику за документарни филм Human[17]